# Montijo (España)
Montijo es un municipio y ciudad española de la provincia de Badajoz, en la comunidad autónoma de Extremadura. Su población es de 15 232 habitantes (INE 2024).

## Geografía
Montijo está situado a medio camino entre Mérida y Badajoz, en la margen derecha del río Guadiana (a unos 5 km de distancia de este). Cuenta con estación de ferrocarril con dos paradas y estación de autobuses.
En sus proximidades se encuentra la presa de Montijo, que forma parte del sistema de regadíos del plan Badajoz que abastece a diversos municipios cercanos.
Pertenece a la comarca de Tierra de Mérida - Vegas Bajas, siendo capital de la Mancomunidad Integral de Servicios Vegas Bajas (anteriormente denominada Lácara Sur) y cabeza y sede del partido judicial de Montijo (dependiente de la Audiencia Provincial de Badajoz).

### Naturaleza
- El embalse de Los Canchales (Zona Especial de Protección de Aves), recoge aguas del Río Lácara y es una pieza fundamental para los regadíos de la zona.
- Laguna de las Encantadas. Se encuentra a pocos kilómetros de la población.
- Parque municipal. Comenzó a levantarse en el año 1941 sobre un antiguo cementerio y actualmente posee 26 000 m cuadrados de superficie.
- Parque municipal Miguel Merino.
- Parque municipal Juan Méndez.
- Parque municipal de Las Estrebedes.

## Historia

### Edades Antigua y Media
Todavía se conservan restos de villas romanas en la zona. La más destacada es la villa romana de Torreáguila construida en el 50 d. C., muy cerca de la vía que unía Mérida con Lisboa.
En 1230 Alfonso IX de León conquista Mérida y Badajoz, y con ellas también estas tierras, y concede a la Orden de Santiago su administración. Se funda la encomienda de «Montejo», de la que su primer comendador será Juan Chacón.

### Edad Moderna
La villa fue vendida el 1 de enero de 1550 al marqués de Villanueva del Fresno, que funda el Señorío de Montijo. Este se convierte en condado por Real Decreto de Felipe III el 13 de diciembre de 1599. Su primer conde será Juan Manuel Portocarrero y Osorio. En 1569 comenzaría un pleito con Mérida por el uso de las tierras comunales y no se zanjaría definitivamente hasta 1932.
La VI condesa de Montijo, María Francisca de Sales Portocarrero, era madre de Cipriano Palafox y Portocarrero, una de cuyas hijas fue Eugenia de Montijo, emperatriz de los franceses, casada con Napoleón III, y otra, Francisca, casada con el duque de Alba.
Con motivo de la Guerra de Restauración portuguesa (1640-1668), el 22 de mayo de 1644 los portugueses invaden y saquean Montijo, pero cuatro días después festividad del Corpus Christi, se dio la batalla de Montijo. A inicios del siglo XVIII, con motivo de la guerra de sucesión española (1701-1713), se intervino de nuevo con Portugal.

### Edad Contemporánea

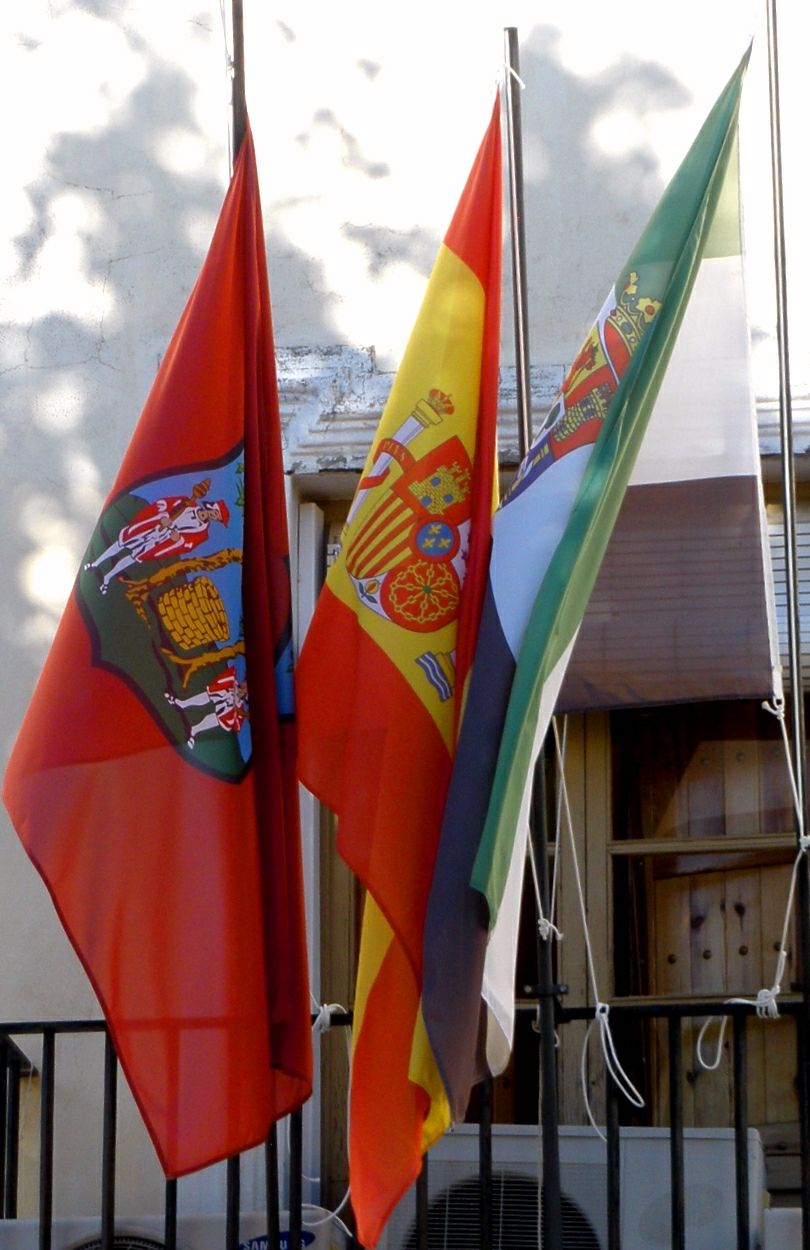
Bandera de Montijo, en la Casa del Navegante

Los comienzos del siglo XIX traen la guerra de Independencia contra Francia y en junio de 1808 los franceses toman el pueblo, por lo que los montijanos tienen que huir a Alburquerque. En 1812 los franceses dejan Montijo, quedando tras de sí un pueblo desolado y arruinado.
En 1834, Montijo pasará a depender directamente del Gobernador de Badajoz, terminando así la jurisdicción de los condes sobre la Villa. La desamortización (1835-1850) supuso que las mejores tierras subastadas fueran a manos de los más ricos. Desde 1834 quedó integrado en el partido judicial de Mérida. En el censo de 1842 contaba con 960 hogares y 3860 vecinos. Las malas condiciones higiénicas originarían en 1854 una peste de cólera morbo de gran incidencia en la población. También se suceden plagas de langosta y años de sequía, con todo ello, se llega al final del siglo con un alto índice de jornaleros en paro, iniciándose por primera vez los movimientos campesinos.
A comienzos del siglo XX el comercio local, hasta entonces modesto, va a tener un gran impulso. La cultura también, con dos centros, la Casa del Pueblo (1901) en la que se organizaron los trabajadores en sindicatos divididos en gremios y el círculo de artesanos que agrupaba a la clase artesanal, industrial y del comercio.

#### Guerra civil y posguerra

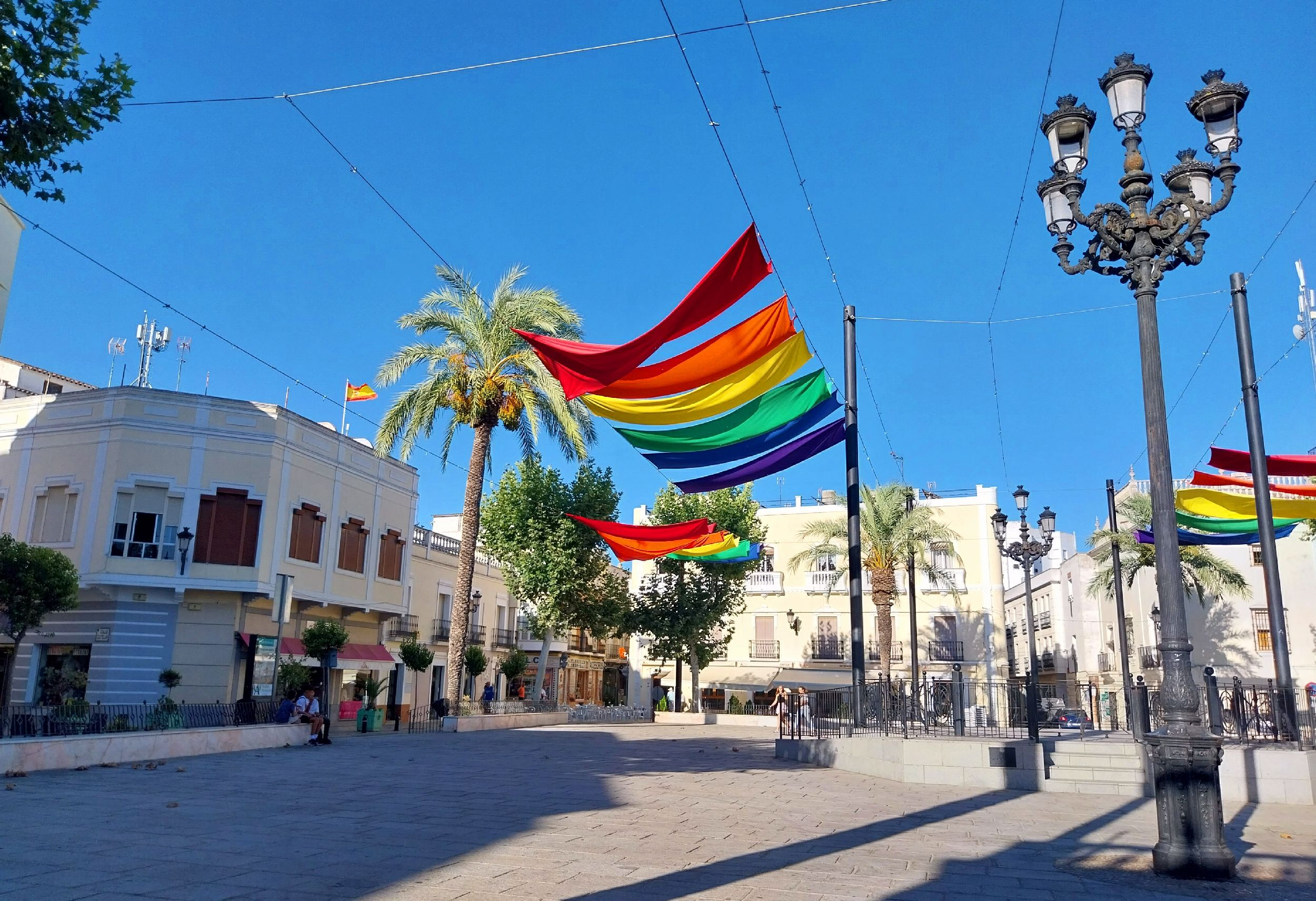
Plaza de España

El 13 de agosto de 1936 el teniente coronel Juan Yagüe, apodado El carnicero de Badajoz, tomó el pueblo para las tropas sublevadas del general Francisco Franco. Desde ese momento comienza una represión que, según algunas fuentes, habría conducido al asesinato de más de 120 personas de la localidad durante los primeros meses de la guerra. A las motivaciones políticas se añadieron venganzas y odios personales, y los autores de los crímenes, en muchos casos, se apropiaron de los bienes de los represaliados con impunidad. Grupos locales de Falange Española de las JONS, con el apoyo de las autoridades rebeldes locales y el párroco, organizaron escuadras de ejecuciones —normalmente llevadas a cabo en las tapias del cementerio— para tal fin. Entre las víctimas se encuentran catorce personas afines a la República asesinadas la noche del 28 de agosto de 1936 tras oficiarse una misa junto a la plaza del pueblo, o la sindicalista conocida como La Pasionaria de Montijo.
Terminada la guerra civil española, el 8 de septiembre de 1939 el régimen franquista creó el Servicio de Colonias Penitenciarias Militarizadas, con diferentes agrupaciones. El Servicio de Colonias Penitenciarias Militarizadas, eufemismo con el que se intentaba ocultar el nombre de los campos de concentración, fue en realidad el encargado de centralizar la «explotación» de prisioneros políticos como trabajadores forzados, en la construcción de canales y presas en los ríos Guadiana, Tajo, Guadalquivir, Alberche y Jarama. Desde 1939 a 1942 se implantaron seis Agrupaciones: 1.ª y 6.ª Agrupación trabajaron en el canal de Bajo Guadalquivir, con campamento en Los Merinales, a 8 kilómetros de Sevilla. La 2.ª Agrupación en el Canal de Montijo (Badajoz); la 3.ª, en el canal del Bajo Alberche. La 4.ª estuvo destinada en la Real Acequia del Jarama y la 5.ª se destinó a la construcción de la Academia de Infantería de Toledo.
En total, llegaron a trabajar cerca de 1470 presos republicanos en la Segunda Agrupación de Colonias Militarizadas en Montijo, de los que hay constancia en los archivos públicos. Casi un 20 % fueron extremeños. Participaron en la construcción de una parte del canal de Montijo y de una parte de la presa del mismo nombre. Los presos vivían una existencia desarraigada y en condiciones infrahumanas. Además, el trabajo que realizaron, sobre todo en los primeros años, fue de gran dureza por la falta de instrumentos técnicos y por la propia situación de los campamentos. Durante mucho tiempo se han conservado en Montijo los restos de los barracones de aquellas colonias penitenciarias y de la vivienda del comandante jefe de la misma.
En los años 1950 se comienza el Plan Badajoz, un proyecto que se había ideado ya durante la Segunda República Española (1931-1939), con la construcción del Canal de Montijo por los presos políticos encarcelados en las colonias penitenciarias militarizadas y obreros contratados.

#### Etapa democrática
Después de la instauración de la actual democracia española, desde 1979 se suceden las elecciones con la normal alternancia en el poder municipal.

## Demografía

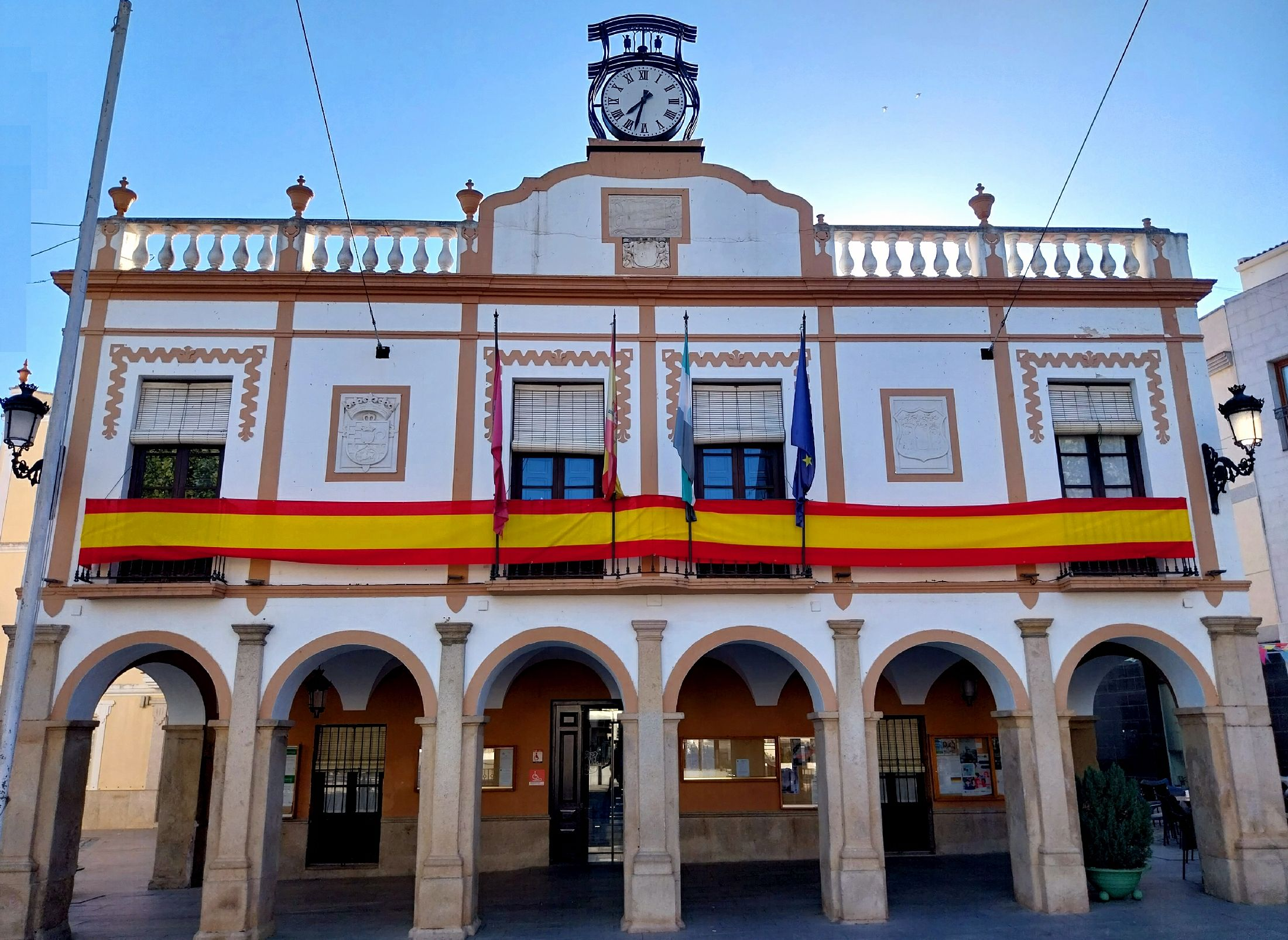
Ayuntamiento de Montijo

Montijo cuenta con una población de 15 232 habitantes (INE 2024).
| Gráfica de evolución demográfica de Montijo entre 1842 y 2021                                                       |
| |
| Población de derecho según los censos de población del INE Población de hecho según los censos de población del INE |

## Administración y política

### Gobierno municipal
Tras las elecciones de 2023, fue nombrado alcalde el deportista Javier Cienfuegos.
| Partido político                         | 2023  | 2023  | 2023       | 2019  | 2019  | 2019       | 2015  | 2015  | 2015       | 2011  | 2011  | 2011       | 2007  | 2007  | 2007       |
| Partido político                         | %     | Votos | Concejales | %     | Votos | Concejales | %     | Votos | Concejales | %     | Votos | Concejales | %     | Votos | Concejales |
| Partido Popular (PP)                     | 49,95 | 4072  | 9          | 18,82 | 1508  | 3          | 25,72 | 2261  | 4          | 47,85 | 4307  | 9          | 35,15 | 3318  | 6          |
| Partido Socialista Obrero Español (PSOE) | 32,14 | 2620  | 6          | 47,21 | 3782  | 9          | 57,08 | 5018  | 11         | 39,43 | 3549  | 7          | 32,69 | 3086  | 6          |
| Podemos-Izquierda Unida (IU)             | 10,45 | 852   | 2          | 14,44 | 1157  | 2          | 14,89 | 1309  | 2          | 10,28 | 925   | 1          | 25,98 | 2452  | 5          |
| Ciudadanos (CS)                          | 0,77  | 63    | 0          | 18,29 | 1466  | 3          | –     | –     | –          | –     | –     | –          | –     | –     | –          |

### Organización territorial
- Pedanía de Lácara
- Entidad Local Menor de Barbaño

## Servicios

### Sanidad
- Centro de salud Puebla de la Calzada-Montijo
- Residencia de mayores Eugenia de Montijo (entre otras)

### Educación
- Colegio Público Padre Manjón
- Colegio Público Príncipe de Asturias
- Colegio Público Virgen de Barbaño
- Colegio Santo Tomás de Aquino
- Colegio Público San José (Lácara)
- Colegio Público Torre Águila (Barbaño)
- Instituto de Enseñanza Secundaria Vegas Bajas
- Instituto de Enseñanza Secundaria Extremadura
- Escuela Oficial de Idiomas
- Conservatorio Oficial de Música Luis Gordillo
- Plena Inclusión

### Seguridad
- Policía Local
- Guardia Civil

En sus proximidades cuenta con los servicios del Cuartel de Bomberos de Puebla de la Calzada.

### Cementerios
- Cementerio municipal de Montijo
- Cementerio de la ELM de Barbaño

### Tanatorio
- Tanatorio de Montijo

### Servicio Público de Archivo
- Centro municipal y órgano especializado en la gestión documental de archivo y del patrimonio histórico, que da servicio transversal a la Administración, al ciudadano y a la investigación.

### Comunicaciones

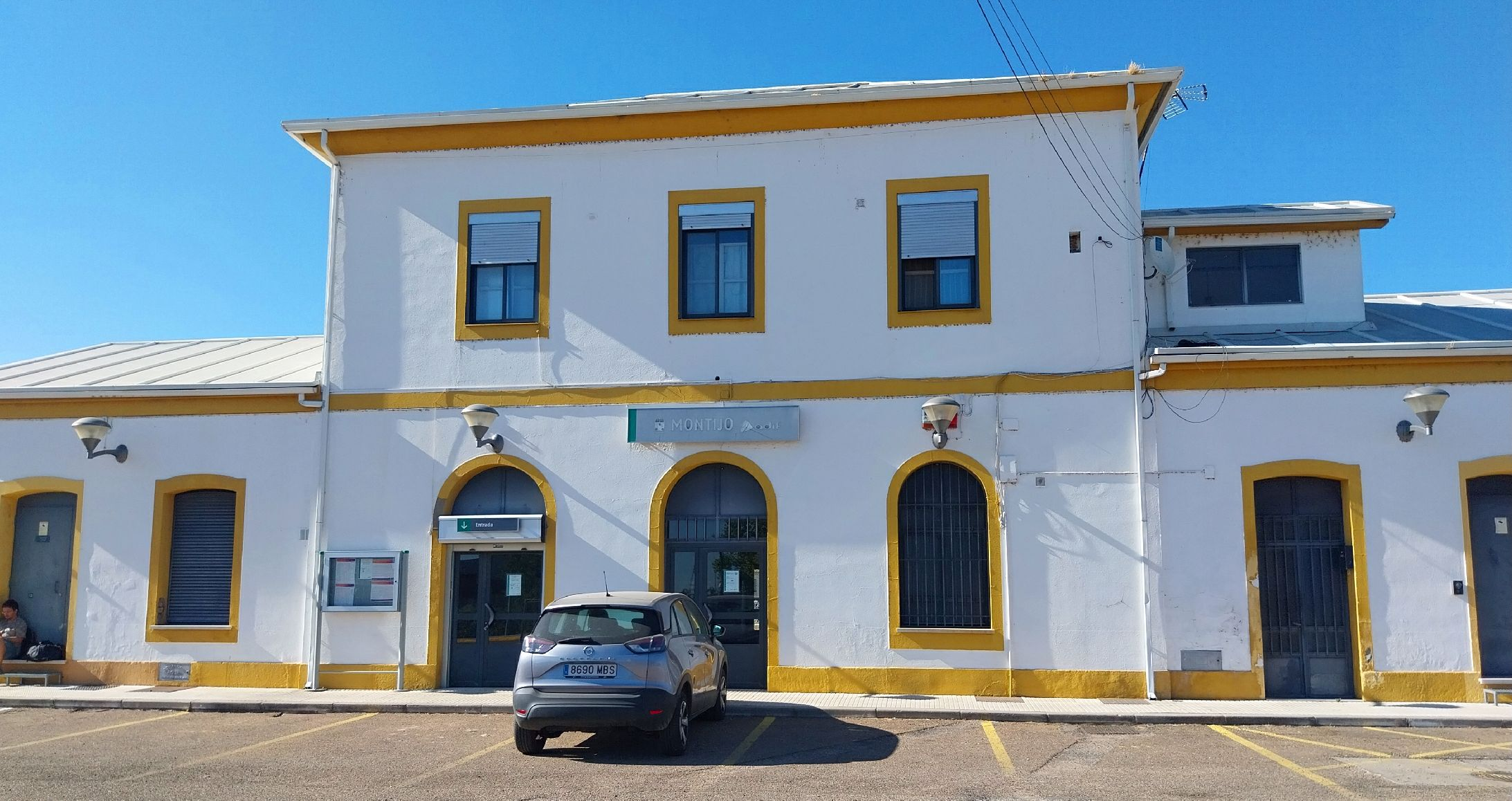
Estación de Adif

#### Estaciones de trenes
- Estación de Montijo
- Estación de Montijo-El Molino

#### Estaciones de autobuses
- Estación de autobús de Montijo

#### Paradas de taxi
- Parada de taxis de Montijo.

## Patrimonio

### Religioso
A nivel eclesiástico pertenece a la Provincia eclesiástica de Mérida-Badajoz, al pertenecer a la archidiócesis Mérida-Badajoz (Arzobispado de Mérida-Badajoz), a la Vicaría Centro-Noroeste (anteriormente denominada de las Vegas Bajas-Raya de Portugal) y al arciprestazgo de Montijo.

#### Iglesia parroquial de San Pedro Apóstol

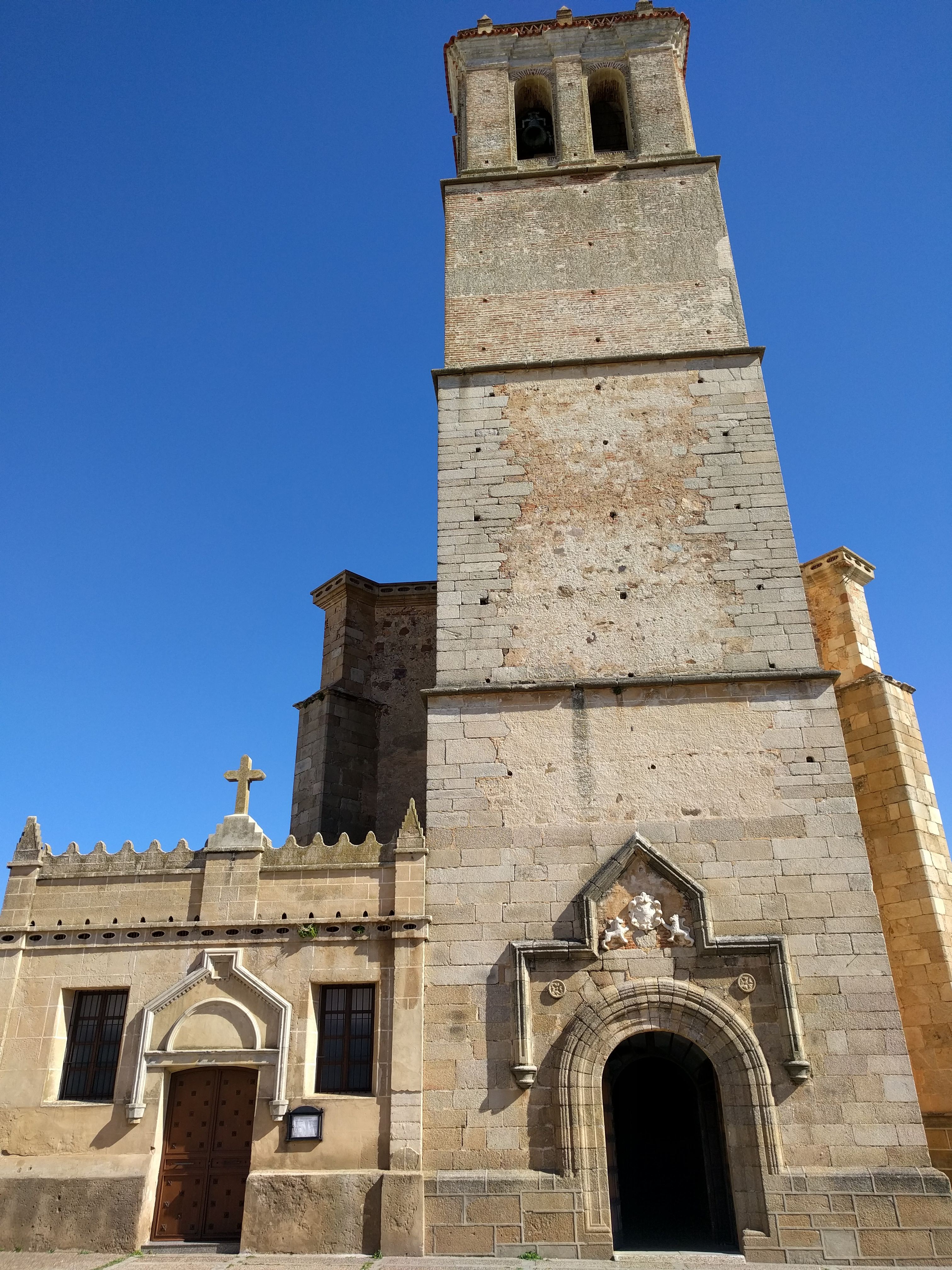
Portada de la iglesia parroquial de San Pedro Apóstol

Esta iglesia parroquial bajo la advocaciones de San Pedro Apóstol, en la archidiócesis de Mérida-Badajoz, fue construida siguiendo el estilo gótico, y según un documento parroquial fue terminada en 1574, fue restaurada en el siglo XVII, dejando intacta la nave baja, brazo inferior de la cruz latina, cuya forma adopta actualmente la forma del templo, añadiéndole la nave transversal y la cabecera o capilla mayor. Los muros de esta nave baja son de mampostería, reforzando los ángulos sillares graníticos, reforzando también los arcos interiores cuatro contrafuertes exteriores de sillería granítica. A los pies de esta nave y sobre un zócalo de sillares graníticos se emplaza la esbelta torre, dividida en cuatro tramos. A los pies de esta torre, se abre la puerta principal, de arco de medio punto, sobre la que campea entre leones rampantes el escudo marmóreo de los Portocarrero, fautores de la obra y patronos de derecho de la parroquia. Otras dos puertas dan acceso al interior, una dintelada y en el lado norte, hoy clausurada, y otra en el lado sur, la más usada y adornada.
En el interior del templo existen numerosas capillas y retablos, entre los que cabe destacar los siguientes: Capilla de la Inmaculada Concepción, Retablos de la Virgen del Carmen, Retablo de San Blas, Retablo mayor, Retablo de San Vicente de Paúl, Retablo de Nuestra Señora del Rosario y el Retablo de las Ánimas.

#### Monasterio de las Clarisas

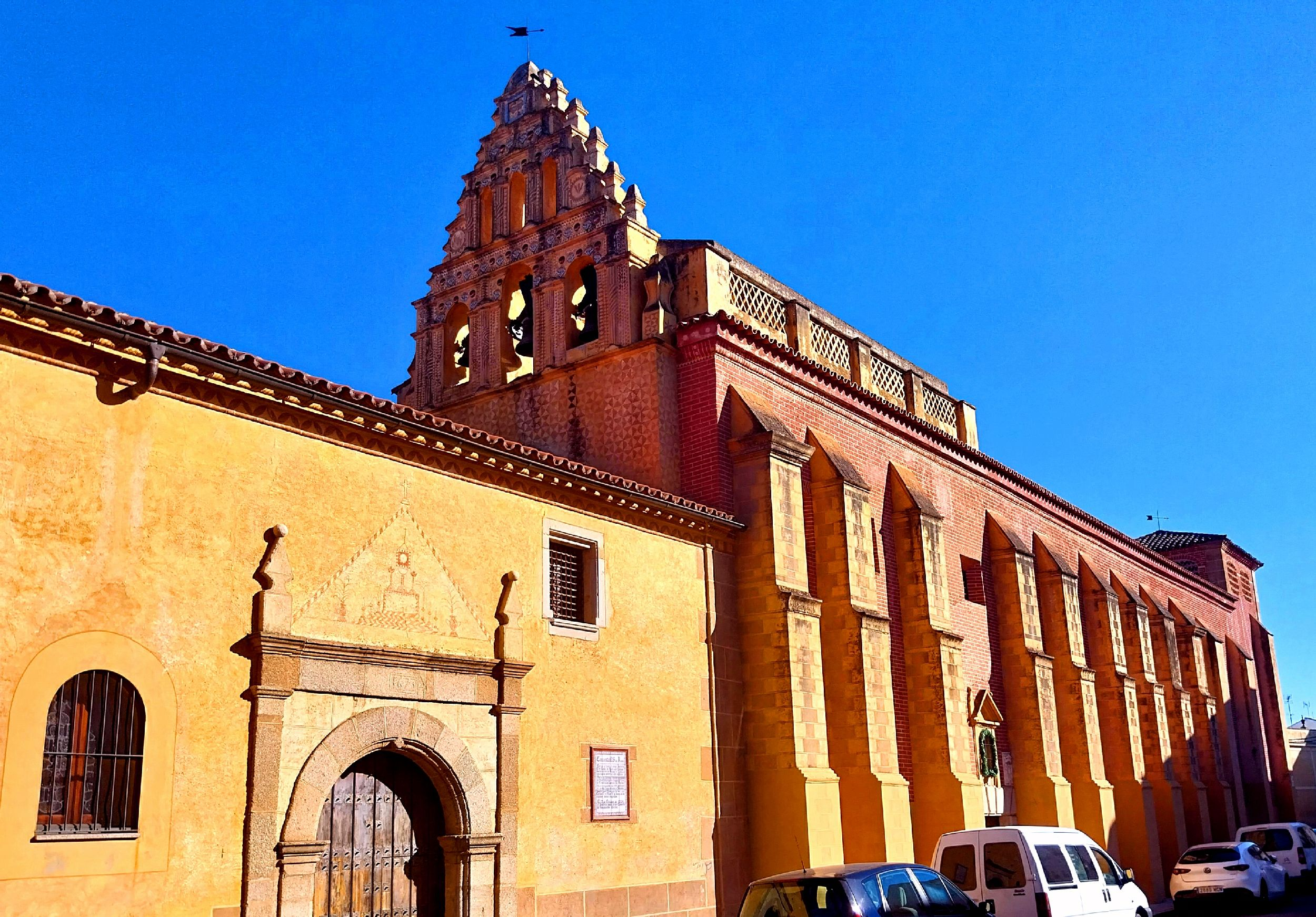
Convento del Santo Cristo del Pasmo (Convento de Santa Clara)

En 1583, Marina Sánchez, deja una casa colindante con la ermita de Ntra. Sra. de los Remedios o de la Piedad de las beatas, quienes, en 1617, la construirían de nueva planta haciendo uso de la ermita como iglesia del beaterio. En 1685, el IV conde de Montijo levantará el monasterio y la iglesia, que en 1704 será erigido en convento de religiosas Clarisas bajo la advocación de Ntro. Sr. del Pasmo. Entre sus obras de arte destacan: un Cristo crucificado bajo el nombre del Pasmo, una imagen de Candelero de la Inmaculada, un Cristo conocido como el de la Humanidad, una imagen de la Soledad y un Niño Jesús. Destaca la obra pictórica de un Cristo de Luis de Morales.

#### Convento de Santa Clara
Aunque todos lo conocen como convento de Santa Clara, realmente su nombre verdadero no es este, sino convento del Santísimo Cristo del Pasmo. Las monjas que residen en él, pertenecen a la rama femenina de los franciscanos, las clarisas.
Entre sus obras de arte más importantes podemos destacar: Un Cristo crucificado bajo el nombre del Pasmo obra de Juan de Juni, una imagen de Candelero de la Inmaculada, un Cristo conocido como el de la Humanidad, una imagen de la Soledad y un Niño Jesús. Destaca la obra pictórica de un Cristo con la cruz a cuestas de Luis de Morales.

#### Ermita de Jesús Nazareno

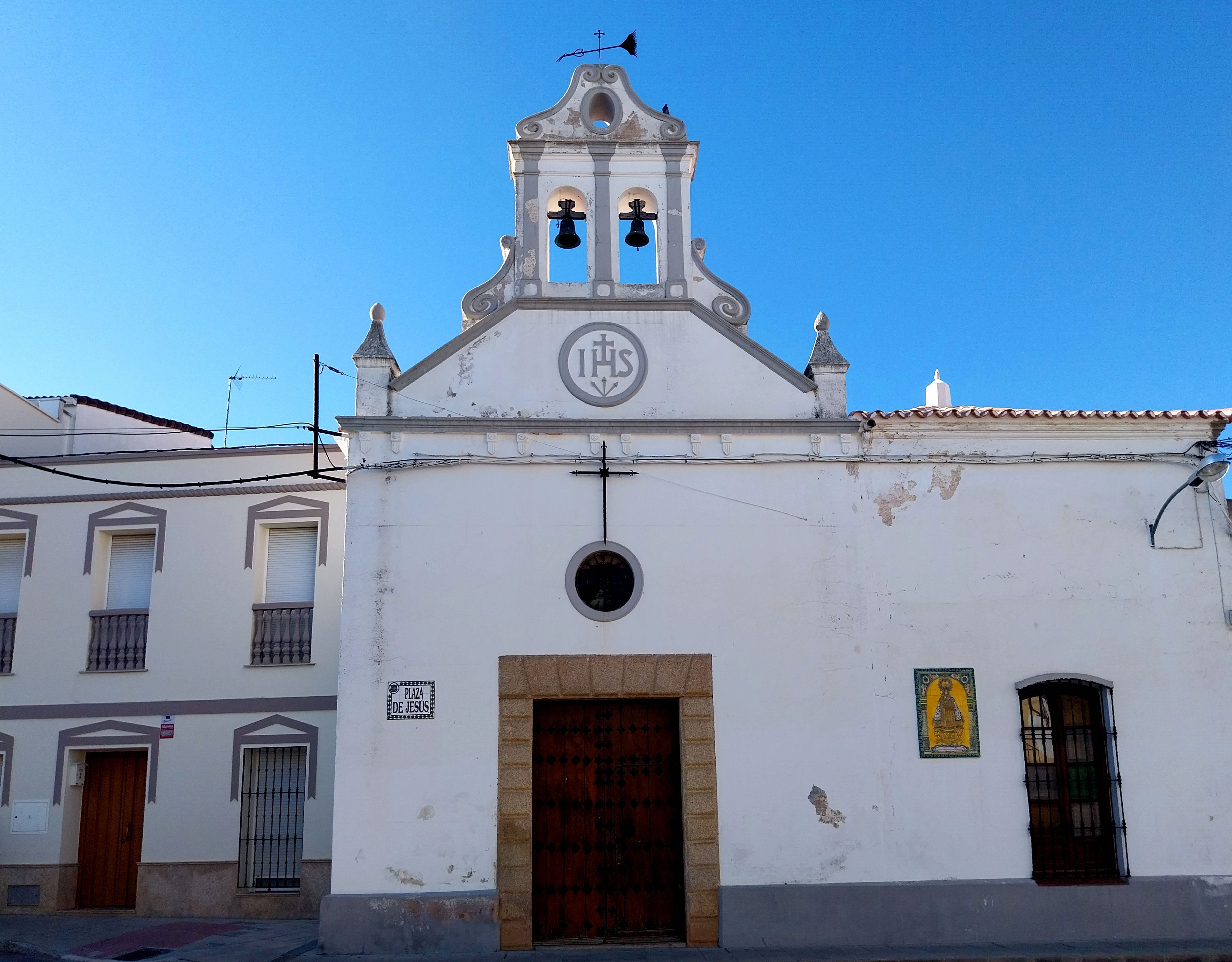
Ermita de Jesús Nazareno

La ermita se fundó a finales del siglo XVII principios del XVIII. A principio, la ermita también se usaba de hospital, y fue demolido en 1865 para ser reconstruido en 1872 y desaparecer definitivamente en 1872. En la actualidad, no quedan restos del hospital, solo queda la ermita, pintada en 1741 por Ignacio de Estrada. Su Retablo Mayor, una de las obras más importantes del barroco montijano, es obra de Francisco Ruiz Amador, entre 1725-1730.
En el lateral derecho hay tres altares con sus Retablos, el más significativo contiene una pintura de la aparición de la Virgen del Pilar al Apóstol Santiago. Sobre la imagen de Ntro. Padre Jesús Nazareno y aunque se desconoce con certeza su autoría, por los rasgos y el empleo de ciertas técnicas, se sabe que la imagen fue realizada en los años finales del siglo XVII, principios del siglo XVIII.

#### Ermita de San Gregorio (cerro de San Gregorio)
Los primeros datos existentes de esta ermita aparecen en un mapa geográfico del partido de Mérida perteneciente a la Orden de Santiago del año 1783. En ese mapa, aparece dibujado un cerro con una cruz encima al norte de Montijo, en donde pone: "San Gregorio".
Se supone que se levantó en el siglo XVIII por los ganaderos de entonces y, así, honrar a su patrón.

#### Convento de San Antonio

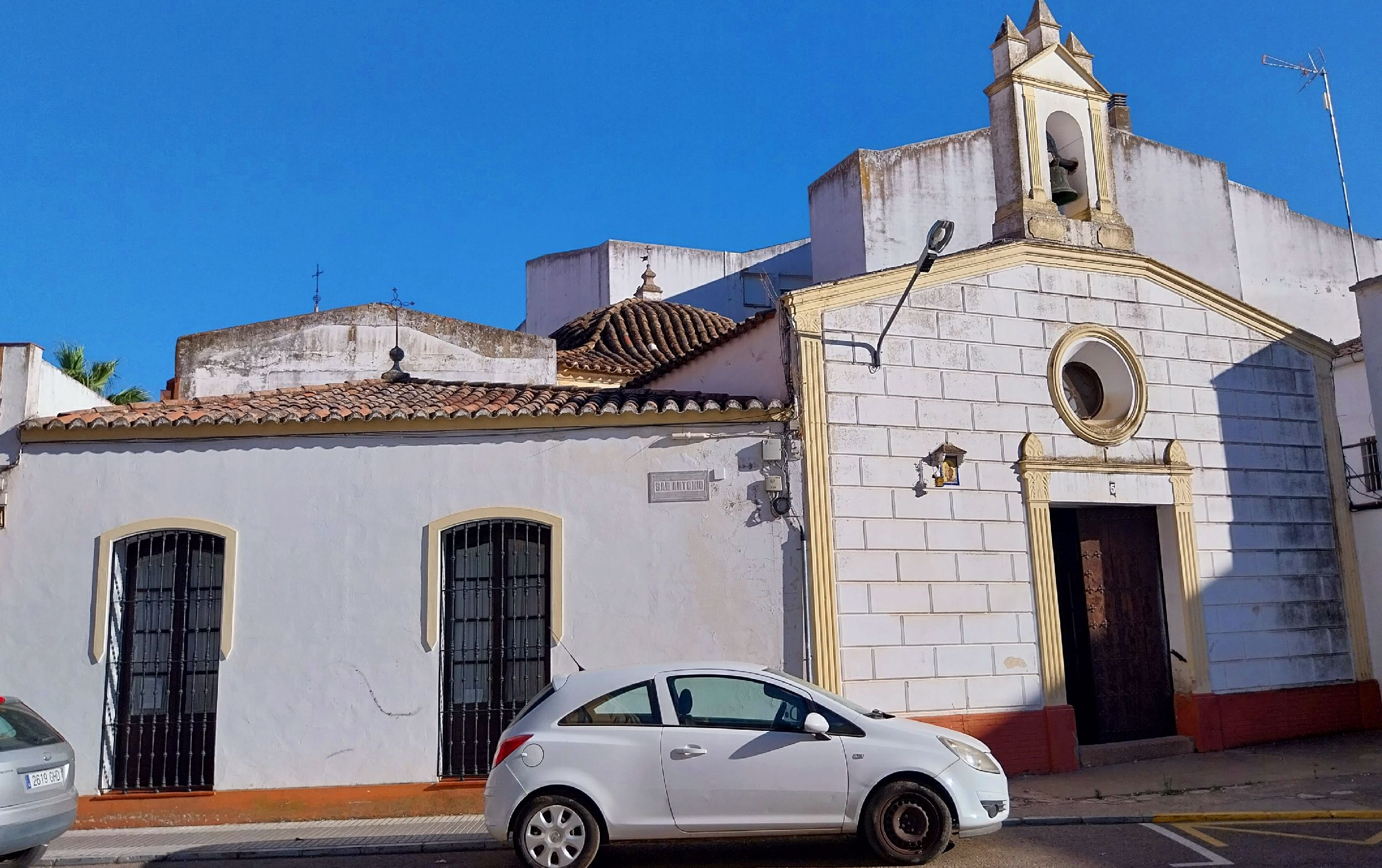
Ermita de San Antonio

Tiene su origen en el siglo XVIII, dentro del modelo convento-hospicio. Su vida estuvo muy relacionada con el convento de Loriana, pues se funda con el fin de ser utilizado como enfermería del de Loriana. Tras la Desamortización solo quedó la iglesia de San Antonio, llamada popularmente ermita. Esta conserva un tríptico regalo de los condes de Montijo y en entierro de Cristo obra del autor local Francisco Gragera Tejada.

### Civil

#### Casa del Navegante

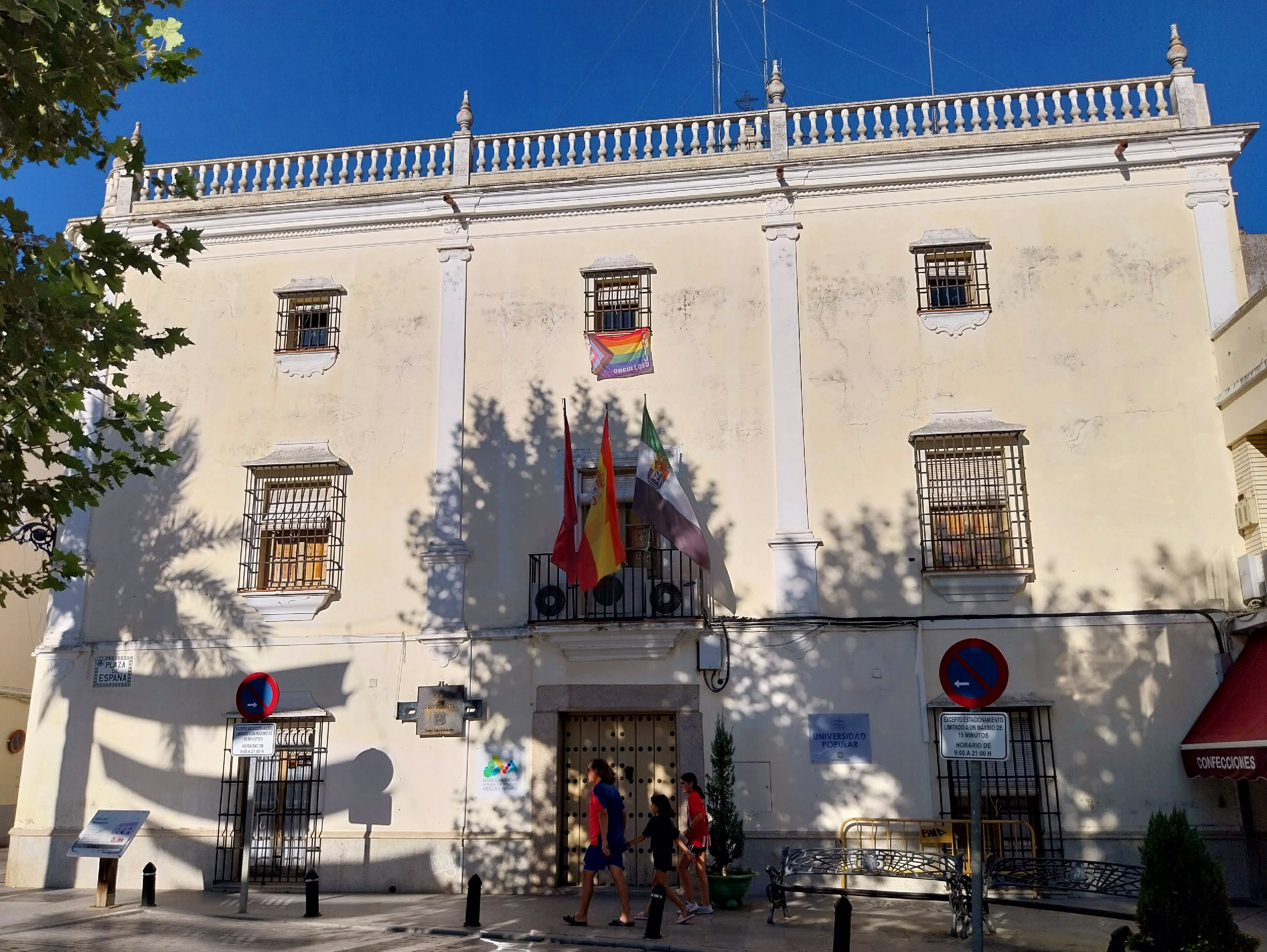
Casa del Navegante

Está situada en la plaza de España, frente al Ayuntamiento, es uno de los edificios de mayores proporciones de Montijo. Fue construido a mediados del siglo XIX por Vicente de la Torre Liaño, y en 1872 fue adquirida por el indiano, natural de Asturias, Ramón Cueto de Arduengo, que según cuenta la tradición popular, se enriqueció con el tráfico de esclavos, por lo que el edificio será conocido como Casa del Navegante, en la actualidad es de titularidad municipal.
La fachada es neoclásica con ciertos detalles barrocos, el edificio se divide en dos plantas, de composición simétrica, los vanos enmarcados en piedra de granito, así como las ventanas voladas con poyo y reja metálica son la principal característica. El edificio se remata por una artística y bella balaustrada a base de una celosía y se engalana por el bello mirador achaflanado, en sus aristas, con la aparición del orden toscano, destacándose también la cornisa y balaustrada metálica, así como la delicada veleta de forja.

#### Granero del Conde
En el antiguo solar de la primera iglesia que hubo en Montijo, la antigua iglesia de San Isidoro, se conservan algunas piezas de la Casa-Granero de los Condes, mezcladas con los edificios actuales. Aparece sobre una de las portadas el escudo del IV conde D. Cristóbal Portocarrero y Guzmán de Luna, Capitán General de la frontera de Extremadura. En los restos de una de las portadas era apreciable la fecha de su construcción: 1691.

#### Hermandad de labradores
También denominada Cámara Agraria, la hermandad de Labradores fue construida en 1919 por Antonio del Viejo Barrena, ante la pujanza que tomó la agricultura. En el salón Noble, entre tapices, se encontraba un cuadro del extremeño Adelardo Covarsí que representa a un jornalero, que en la actualidad se encuentra en un despacho de la Consejería de Agricultura. Destacan la biblioteca-museo, donde se conservan varias colecciones finiseculares de animales disecados, vegetales y minerales, así como varios ingenios para el estudio experimental de la corriente eléctrica.

#### Yacimiento arqueológico de Torre Águila
La villa romana de Torre Águila se encuentra en el término municipal de Montijo (provincia de Badajoz), concretamente en la Entidad Local Menor de Barbaño. Data de los primeros siglos de nuestra era y fue creada al amparo de la capital provincial de la Lusitania, Augusta Emerita, y en las orillas ubérrimas del río Guadiana.

## Cultura

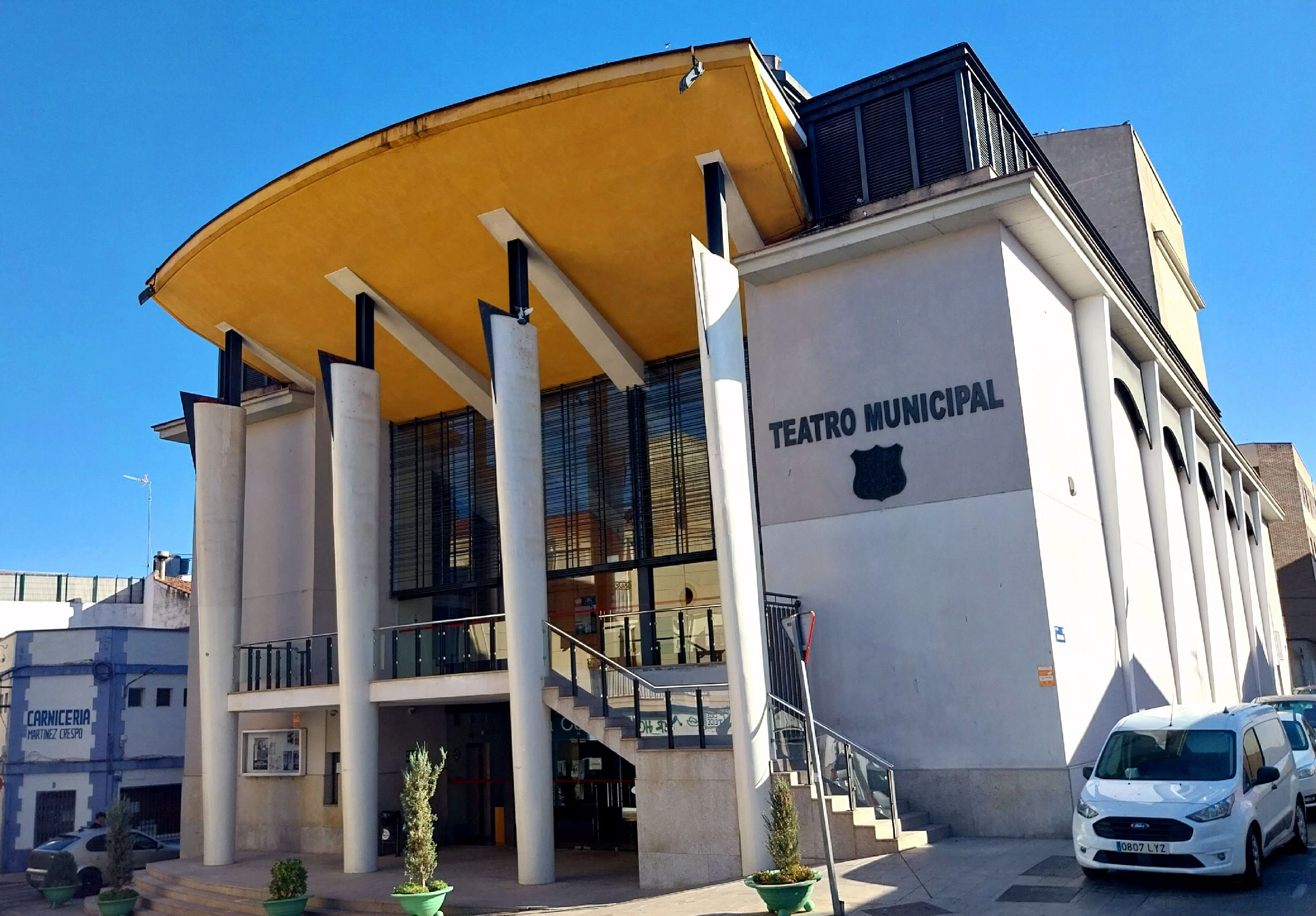
Teatro Municipal Nuevo Calderón

- Conservatorio profesional de música Luis Gordillo
- Escuela municipal de danza
- Biblioteca municipal
- Teatro municipal Nuevo Calderón (incluye sala Centinela)
- Centro municipal de Archivo

### Fiestas y tradiciones
Romería de San Blas (3 de febrero)
El 3 de febrero las familias se suelen reunir en el cerro de San Gregorio junto a la ermita del mismo nombre, para degustar productos típicos de la reciente matanza del cerdo, que realizaban casi todas las familias. Antiguamente los Montijanos llegaban en caretas engalanadas con palmas y flores pasando un día agradable, comiendo y bebiendo en compañía de familiares y amigos.
San Isidro (15 de mayo)
Se dice que en el siglo XVIII se edificó la ermita de San Gregorio, en honor al patrono de los ganaderos y protector contra epidemias y plagas como la de langosta...
Después del comienzo del culto en ese edificio, comenzaron a organizarse todos los años unas romerías en honor del patrono de los ganaderos, llegando a tomar gran importancia. El pueblo entero acudía al cerro para escuchar misa, cantar, bailar, beber vino de la tierra y comer producto de la matanza.
En la actualidad se sigue celebrando la romería de San Isidro, con gran participación de todos los habitantes de Montijo, y muchas personas de otros pueblos vecinos. Se reúnen en distintos merenderos como: El de Puebla, las Cabezas, etc.
Semana Santa
Desde el Domingo de Ramos al de Resurrección los Montijanos celebran la Semana Santa y pueden ver los pasos de las imágenes que representan la pasión, en las numerosas procesiones que desfilan por la localidad.
Las procesiones de mayor participación popular son las de la Soledad, en la noche del Viernes Santo, y sobre todo la del Domingo de Resurrección conocida como la procesión del Encuentro en la plaza de España. En ella salen cuatro imágenes: la de Ntra. Sra. del Rosario, San Juan, la Magdalena y la del Señor Resucitado. 
Las tres primeras imágenes realizan juntas un recorrido por las calles del centro del pueblo que termina en la confluencia de la calle Campoamor con la plaza, mientras que la imagen del Señor Resucitado, acompañado por la Banda de Música y las mujeres con mantilla blanca, hace el recorrido en solitario hasta llegar a la plaza de España, colocándose junto al ayuntamiento al final de la calle Antonio Maura. En ese momento sucede el emotivo encuentro entre todas las imágenes.
Traída y despedida de la virgen de Barbaño
Se realiza el día 28 de agosto y primer domingo del mes de octubre respectivamente. En la primera, los montijanos y vecinos de otros pueblos acuden a la ermita, situada en Barbaño, de madrugada, a las siete de la mañana la Patrona de Montijo es traída en el amanecer al pueblo donde se sucederán novenas y cultos con motivo de su festividad el día 8 de septiembre. La despedida tras permanecer en la parroquia de San Pedro y San Gregorio se produce el primer domingo de octubre en el que retorna de nuevo a su ermita de procedencia.
Virgen de Barbaño (28 de agosto y primer domingo de octubre)
Se llevan a cabo cultos y novenas tras el traslado de la virgen desde la ermita de Barbaño hasta Montijo.
Fiestas patronales (7 al 11 de septiembre)
Comienzan con la noche de los fuegos 
Velá de San Antonio (12 de junio)
Esta festividad procede de la Fogata de Jesús o Velá del Cristo
Las Encantás, noche de San Juan,(23 junio).

### Gastronomía

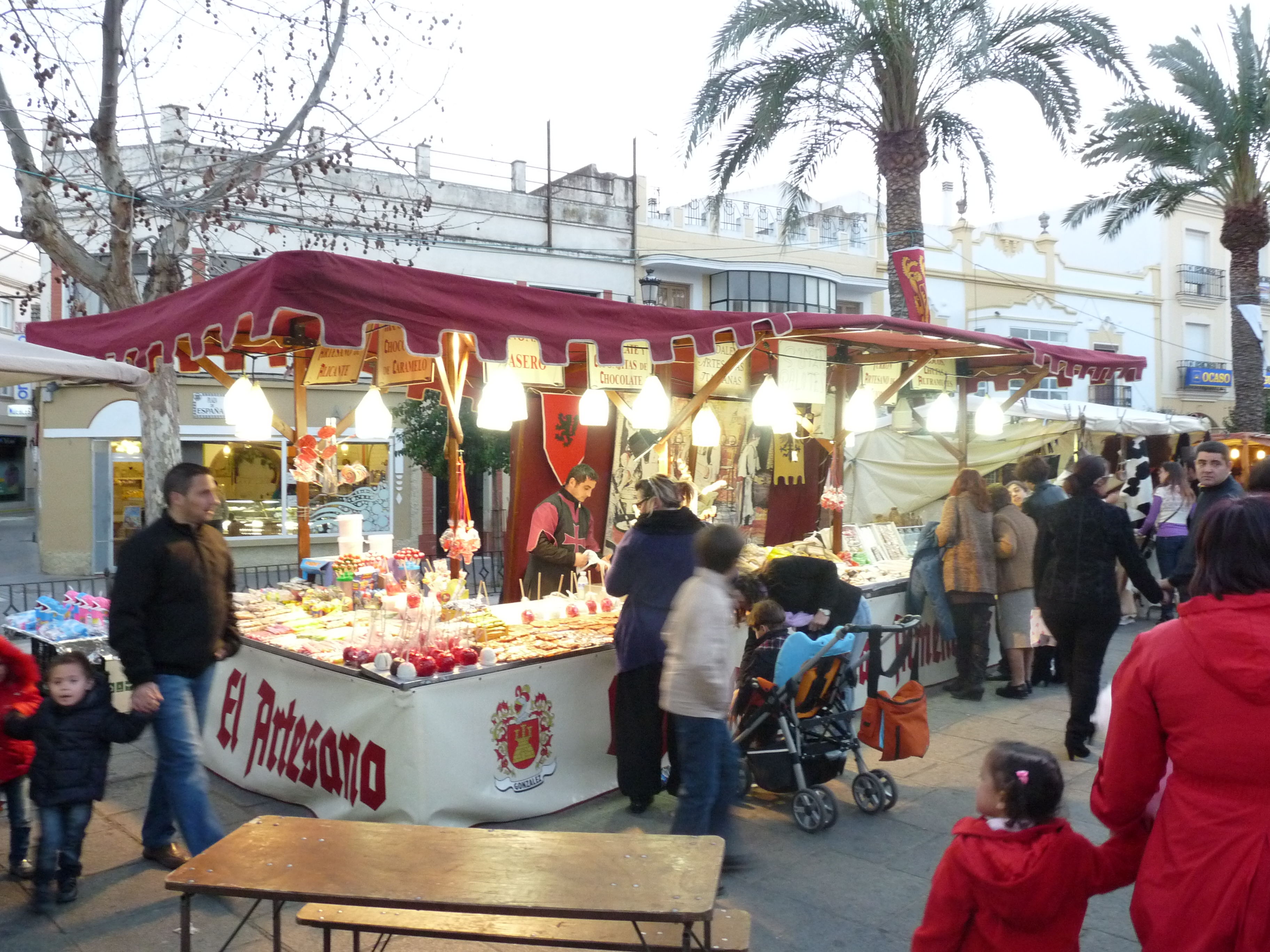
El Mercado Medieval de las Tres Culturas (edición de 2011)

Las recetas tradicionales montijanas como el empastelado de patatas y bacalao, la gallina en pepitoria o el conejo en adobo, las albóndigas a la montijana. También es típico de refrito, una pasta de hígado de cerdo y manteca colorada y que se toma en tostadas o para cocinar. La repostería montijana es muy apreciada en toda la región, es muy recomendable probar las Roscas de Santa Clara, las Roscas Floras o las Perrunillas, elaboradas por las hermanas clarisas del convento del Cristo del Pasmo.
Entre los platos típicos de la zona podemos destacar: las migas, el escabeche, la caldereta y el gazpacho extremeño. En Montijo se cultivan paraguayos, melocotones, nectarinas, ciruelas...[cita requerida]

### Deporte

#### Instalaciones
- Pabellón polideportivo municipal Ángel Rodríguez El Chanvi
- Pistas de atletismo Javier Cienfuegos
- Campo municipal de fútbol Emilio Macarro Rodríguez
- Campo de fútbol El Valle

#### Fútbol
- Unión Deportiva Montijo.

Club, cuyo equipo de fútbol sénior participa en la Segunda División RFEF (Grupo IV). Fundado en 1922.
- Escuela de Fútbol Peña el Valle

Escuela de fútbol base masculino y femenino. Fundada en el año 2000.

#### Atletismo
- Club Atletas Montijo (C.A. Montijo)

### Ocio
- Piscina municipal
- Recinto Ferial